# Президентские выборы в Чили (1829)
Президентские выборы в Чили прошли 15 и 16 мая 1829 года по системе выборщиков. 
В соответствии с Конституцией 1828 года выборы Президента Республики осуществлялись выборщиками. Были отобраны 216 выборщиков, по три от каждого конгрессмена. Каждый выборщик мог проголосовать за двух кандидатов, причём заранее не было известно кто будет президентом, а кто - вице-президентом. На выборщиков было оказано давление, в результате они отдали свои голоса за Франсиско Антонио Пинто и Хосе Хоакина Викунью.
Однако, несмотря на то, что Пинто согласился стать президентом, его последующая отставка и замена на Викунью привела к Гражданской войне 1829 года.

## Результаты
| Кандидат                | Голоса | %      |
| Франсиско Антонио Пинто | 118    | 29,06% |
| ----------------------- | ------ | ------ |
| Франсиско Руиз-Тагл     | 98     | 24,13% |
| Хосе Хоакин Прието      | 61     | 15,02% |
| Хосе Хоакин Викунья     | 48     | 11,82% |
| Хосе Грегорио Аргомедо  | 33     | 8,12%  |
| Хуан де Диос Ривера     | 11     | 2,7%   |
| Хозе Мигель Инфанте     | 8      | 1,97%  |
| Диего Хозе Бенавенте    | 7      | 1,72%  |
| Хозе Мария Солар        | 6      | 1,47%  |
| Прочие                  | 16     | 3,94%  |
| Всего                   | 406    | 100%   |